# آپ‌تاون رکوردز
آپ‌تاون رکوردز (انگلیسی: Uptown Records) یک ناشر موسیقی آمریکایی مستقر در نیویورک است که در سال ۱۹۸۶ آغاز به کار کرد.